# Xian autonome derung et nu de Gongshan
Le xian autonome derung et nu de Gongshan (drung : Koksang; chinois simplifié : 贡山独龙族怒族自治县 ; chinois traditionnel : 貢山獨龍族怒族自治縣 ; pinyin : Gòngshān dúlóngzú nùzú Zìzhìxiàn) est un district administratif de la province du Yunnan en Chine. Il est placé sous la juridiction de la préfecture autonome lisu de Nujiang.

## Démographie
La population du district était de 33 734 habitants en 1999.